# هندسة سياسية
في العلوم السياسية، مصطلح الهندسة السياسية يشير إلى تصميم المؤسسات السياسية في مجتمع ما وكثيرا ما يتعلق باستخدام أوراق رسمية مثل قوانين أو استفتاءات أو مراسيم أو ما إلى ذلك في محاولة لتحقيق تأثير مطلوب.
المعايير والقيود المستخدمتان في هذا التصميم تختلفان اعتمادا على أساليب الاستمثال المستخدمة. وعادة الأنظمة السياسية الديمقراطية تعتبر غير صالحة لتكون موضوعات لمناهج الهندسة السياسية، وذلك لأن محاولة تطبيق الهندسة السياسية في حالات ذات أساليب ومعايير غير مثالية قد تحقق نتائج كاثرية أحيانا، كما في حال محاولة هندسة المشهد السياسي في دولة كانت ديموقراطية سابقا بطريقة انقلاب مثلا. المجلس العسكري اليوناني (من 1967 إلى 1974) استعمل الهندسة السياسية لحل النظام الديموقراطي في اليونان بنتائج مأساوية. وقد تتوظف الهندسة السياسية في تصميم عملية تصويت بديلية داخل نظام ديموقراطي.
في الساحة الاجتماعية نظير للهندسة السياسية هي الهندسة الاجتماعية.